# Ronnie del Carmen
Ronnie del Carmen (né Ronaldo del Carmen le 31 décembre 1959 aux Philippines) est un dessinateur de bande dessinée et animateur américano-philippin. Il a travaillé pour les studios Pixar de 2001 à 2020. Il travaille actuellement aux studios d’animation de Netflix à l’écriture et à la réalisation d’un film d’animation.

## Biographie
Ronnie Del Carmen naît à Cavite aux Philippines. En 1979, après le lycée, il travaille comme peintre sur le tournage du film Apocalypse Now de Francis Ford Coppola, tourné aux Philippines. Il est diplômé de l'Université de Santo Tomas avec un Baccalauréat en beaux-arts.

### Carrière
Après l'université, Del Carmen travaille comme directeur artistique pour des campagnes publicitaires, imprimées et télévisées, avant de partir s'installer aux États-Unis en 1989 pour poursuivre une carrière dans le cinéma. Il travaille pour Warner Bros. comme artiste de storyboard sur la série animée Batman, et comme superviseur du scénario pour DreamWorks sur Le Prince d'Égypte (1998), La Route d'Eldorado (2000), Spirit, l'étalon des plaines (2002) et Sinbad : La Légende des sept mers (2003). Il rejoint Pixar Animation Studios en 2000, travaillant comme superviseur du scénario sur Le Monde de Nemo (2003), production designer sur le court métrage L'Homme-orchestre (2005), artiste de storyboard sur Ratatouille (2007) et WALL-E (2008) et superviseur du scénario sur Là-haut (2009),. Il fait ses débuts de réalisateur avec le court-métrage animé Doug en mission spéciale (2009) qui accompagne Là-haut lors de la sortie des DVD et Blu-ray du film. Il co-réalise le film d'animation Vice-versa avec Pete Docter. Le film est présenté en première au 68e Festival de Cannes, le 18 mai 2015.

### Comic books
Del Carmen illustre plusieurs comic books dont Batman Adventures: Holiday Special, lauréat du Prix Eisner du Meilleur Numéro (Best Single Issue) en 1995, et le livre pour enfants My Name Is Dug, écrit par Kiki Thorpe. Il écrit aussi plusieurs comics incluant la série Paper Biscuit et And There You Are.

### Vie privée
Ronnie del Carmen est marié et a deux enfants. Ses frères, Louie (en) et Rick, travaillent aussi dans l'animation.

## Filmographie

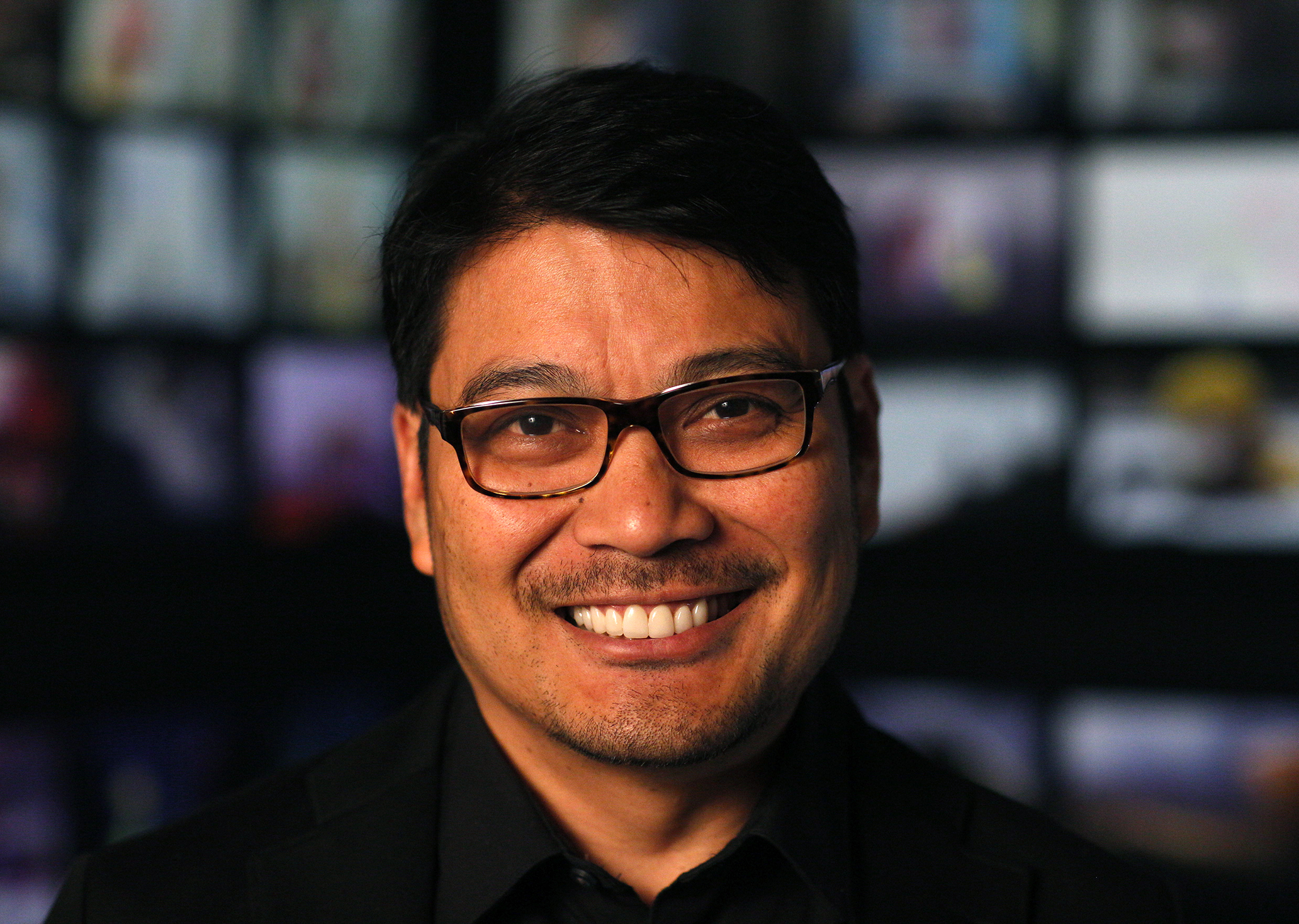
Ronnie del Carmen en 2014.

### Réalisateur
- 1995-1996 : Freakazoid! (2 épisodes)
- 2009 : Doug en mission spéciale
- 2015 : Vice Versa (avec Pete Docter)

### Scénariste
- 1998 : Le Prince d'Égypte superviseur de l’histoire et du storyboard avec Lorna Cook et Kelly Asbury
- 2000 : La Route d'Eldorado superviseur de l’histoire et du storyboard
- 2002 : Spirit, l'étalon des plaines superviseur de l’histoire et du storyboard
- 2003 : Sinbad : La Légende des sept mers superviseur de l’histoire et du storyboard
- 2003 : Le Monde de Nemo superviseur de l’histoire et du storyboard avec Jason Katz et Dan Jeup
- 2009 : Là-haut superviseur de l’histoire et du storyboard
- 2009 : Doug en mission spéciale scénario et histoire originale
- 2015 : Vice Versa histoire originale avec Pete Docter
- 2020 : Soul histoire et scénario complémentaire avec Bob Peterson

### Animateur
- 1990 : Video Power (en)
- 1991 : Où est Charlie ? (13 épisodes)
- 1992-1994 : Batman (13 épisodes)
- 1998 : Le Prince d'Égypte
- 2003 : Sinbad : La Légende des sept mers
- 2009 : Leonardo
- 2012 : Rebelle
- 2013 : Monstres Academy

### Storyboardeur
- 1990 : Widget (6 épisodes)
- 1991 : Où est Charlie ? (13 épisodes)
- 1993 : Batman contre le fantôme masqué
- 1992-1995 : Batman (21 épisodes)
- 1997 : Superman (1 épisode)
- 2000 : La Route d'Eldorado
- 2000 : Batman, la relève : Le Retour du Joker
- 2002 : Spirit, l'étalon des plaines
- 2007 : Ratatouille
- 2009 : Là-haut

## Récompenses
- 1995 : Prix Eisner du meilleur numéro (Best Single Issue) pour Batman Adventures Holiday Special (avec Bruce Timm et Paul Dini)